# 第20機甲師団 (ギリシャ軍)
第20機甲師団（だい20きこうしだん、英:20th Armored Division、ギリシャ語:XX Τεθωρακισμένη Μεραρχία XX Tethorakismeni Merarchia, XX ΤΘΜ for short）は、ギリシャ陸軍唯一の機甲師団でカヴァラに基地を置いている。設立年月日不明。

## 編成

### 師団司令部直轄部隊
- 司令部中隊
- 第20通信大隊
- 師団砲兵コマンドユニット

### 第21機甲旅団
- 司令部中隊
- 第211機甲大隊
- 第212機甲大隊
- 第646機械化歩兵大隊
- 第140自走砲大隊
- 第21工兵中隊
- 第21通信中隊
- 第21支援大隊

### 第23機甲旅団
- 司令部中隊
- 第21機甲大隊
- 第24機甲大隊
- 第644機械化歩兵大隊
- 第138自走砲大隊
- 第23工兵中隊
- 第23通信中隊
- 第23支援中隊

### 第25機甲旅団
- 司令部中隊
- 第22機甲大隊
- 第25機甲大隊
- 第645機械化歩兵大隊
- 第139自走砲大隊
- 第25工兵中隊
- 第25通信中隊
- 第25支援中隊